# Again (工藤静香の曲)
「Again」（アゲイン）は、工藤静香の通算2枚目のシングル。1987年12月2日にポニーキャニオンから発売された。

## 背景
おニャン子クラブ解散後、初めてリリースされたシングル。表題曲「Again」は、フジテレビ系列『桃色学園都市宣言!!』のエンディング・テーマソングとして使用された。

## 制作
デビュー曲の二番煎じ、と揶揄される時もあるが「おニャン子の色を払拭する為に敢えて初めから似た尖った曲調を2曲続ける方針だった。いわばこの2曲は姉妹」と後に担当の渡辺有三プロデューサーはある講演会で語っている。この時の様子はNHK『静香が行く』で放送された。なお、「FU-JI-TSU」「MUGO・ん…色っぽい」はオカマバーで歌われる曲を目指した、と語られた。

## リリース
1987年12月2日にポニーキャニオンから、EPレコード・カセット・マキシシングルの3形態で発売された。

## 収録曲
- 全作曲・編曲: 後藤次利

### EPレコード
1. Again
  - 作詞: 秋元康
2. If
  - 作詞: 三浦徳子

### マキシシングル（CD SINGLE 3）
1. Again
2. If
3. 愛が痛い夜
  - 作詞: 秋元康

## 収録アルバム
- Again
  - ミステリアス（1st アルバム）
  - gradation
  - Super Best
  - ミレニアム・ベスト
  - Shizuka Kudo 20th Anniversary the Best
- Again（Vocal New Version）
  - unlimited
- If
  - gradation
  - 20th Anniversary B-side collection
- 愛が痛い夜
  - 禁断のテレパシー（1st シングル）
  - gradation
  - 20th Anniversary B-side collection
  - おニャン子クラブB面コレクション Vol.5